# 양희 (조선)
양희(梁喜, 1515년 ~ 1581년)는 조선 중기의 문신이다. 본관은 남원, 자는 구이(懼而), 호는 구졸암(九拙菴)이다.
명종실록의 편수관 중 한 명으로 참여하였다. 1573년 의주목사에 임명되었으나, 같은해 사헌부로부터 탄핵을 당하였다. 1581년, 명나라에 동지사로 가던 도중 옥하관(玉河關)에서 사망하였다.

## 가계
- 할아버지: 양관(梁灌)
- 아버지: 양응곤(梁應鵾)
- 어머니: 강문회(姜文會)의 딸
  - 아들: 양홍주(梁弘澍)[5]
  - 딸: 정인홍의 아내